# Élections générales ontariennes de 1905
L'élection générale ontarienne de 1905 (la 11e élection générale dans la province de l'Ontario (Canada) depuis la confédération canadienne de 1867) se déroule le 25 janvier 1905 afin d'élire les députés à l'Assemblée législative de l'Ontario.
Le Parti conservateur de l'Ontario, dirigé par sir James P. Whitney, remporte un gouvernement majoritaire, défait le Parti libéral de l'Ontario de sir George William Ross, mettant fin à plus de 34 ans de pouvoir par les libéraux.

## Résultats
|              | Party               | Leader              | 1902 | Élus | % Diff. |
|              | Conservateur        | James Whitney       | 48   | 69   | +43,8 % |
|              | Libéral             | George William Ross | 50   | 28   | -44,0 % |
|              | Libéral indépendant |                     | -    | 1    |         |
| Total sièges | Total sièges        | Total sièges        | 98   | 98   |         |

## Source
- (en) Cet article est partiellement ou en totalité issu de l’article de Wikipédia en anglais intitulé « Ontario general election, 1905 » (voir la liste des auteurs).